# 実家が全焼したサノ
実家が全焼したサノ（じっかがぜんしょうしたサノ、1989年 - ）は、日本のインフルエンサー。ラジオCMプランナー。広告代理店勤務。

## 来歴
大阪府生まれ。大阪経済大学卒業。京都大学経営管理大学院修了（経営学修士）。著書『実家が全焼したらインフルエンサーになりました』Amazon経営学修士部門1位となる。
1999年に実家全焼。夕食にドッグフードを食べたり、母が蒸発したり、父が自殺したり、切ない学生生活を過ごす。大学生の頃に歌舞伎町のホストクラブで働き、ナンバー2になる。卒業後はバーを経営。その後、事業拡大を目指し京都大学大学院でMBAを取得するも、バーは潰れてしまう。Twitterでは「実家が全焼したサノ」というアカウントで毎日切なかった出来事を投稿している。現在、SNS総フォロワー数は約7万人。

## 著書
- 『実家が全焼したらインフルエンサーになりました』（2020年5月初版発売、出版：KADOKAWA、ISBN 9784046046895）